# Edvard Vecko
Edvard Vecko (Hrastnik, SR Slovenië, Joegoslavië, 29 oktober 1944) is een voormalig Sloveens professioneel tafeltennisser die uitkwam voor Joegoslavië. Na zijn spelersloopbaan werd hij een succesvol coach in de Duitse bundesliga en later in Slovenië en Oostenrijk.

## Belangrijkste resultaten
- WK
  -  Brons met het team in 1969.
- EK
  -  Goud met het team in 1962.
  -  Goud in het mannen dubbelspel in 1968 met Anton Stipančić.
  -  Zilver in het mannen dubbelspel in 1962 met Istvan Korpa.
  -  Zilver met het team in 1964.
  -  Brons in het mannen dubbelspel in 1966 met Istvan Korpa.